# E sono felice
E sono felice è il secondo EP della cantautrice italiana Vale LP, pubblicato il 30 giugno 2023 con doppia etichetta Epic Records e Sony Music.

## Descrizione
Il progetto discografico si compone di sei brani scritti dalla stessa Vale LP con la collaborazione di autori e produttori, tra cui Brail, Enrico Dadone, in arte Cali Low, Matilde Ferrari, in arte Plastica, Marco Maiole, Federico De Nicola, in arte Masamasa, Daniele Razzicchia, in arte Winniedeputa, Michele Lamonica, in arte CloseListen, Paolo Caruccio, in arte Fractae, e Frenetik&Orang3, duo composto da Daniele Mungari, in arte Frenetik, e Daniele Dezi, in arte Orang3.

## Tracce
1. Nessuno scopo – 3:47 (Valentina Sanseverino, Daniele Razzicchia)
2. Cosa mi fai? (feat. VillaBanks) – 3:05 (Valentina Sanseverino, Vieri Igor Traxler, Luciano Fenudi, Riccardo Puddu)
3. Saliva (feat. Tripolare) – 3:00 (Valentina Sanseverino, Enrico Dadone, Gabriele Centurione)
4. Porcella – 2:09 (testo: Valentina Sanseverino – musica: Valentina Sanseverino, Federico De Nicola, Marco Maiole)
5. Giardino – 2:41 (testo: Valentina Sanseverino, Angela Ciancio – musica: Valentina Sanseverino, Antonio Caputo, Claudia Guaglione, Michele Lamonica, Paolo Caruccio)
6. Chéri – 2:50 (testo: Valentina Sanseverino – musica: Valentina Sanseverino, Daniele Dezi, Daniele Mungai, Davide Verde)